# Kedestes nerva
Kedestes nerva là một loài bướm ngày thuộc họ Hesperiidae. Nó được tìm thấy ở KwaZulu-Natal, tỉnh Transvaal, Zimbabwe, Angola và tây bắc Zambia.
Sải cánh dài 27–31 mm đối với con đực và 33-36 đối với con cái. Con trưởng thành bay từ tháng 10 đến tháng 11 và from tháng 2 đến tháng 4. Có hai lứa trưởng thành một năm.

## Phụ loài
- Kedestes nerva nerva South Africa (KwaZulu-Natal, Transvaal)
- Kedestes nerva paola (Plötz, 1884) (Angola, tây bắc Zambia)